# Apostelfischer
Die Zunft der Apostelfischer entstand im Mittelalter und war seit 1281 in Wimpfen am Neckar bekannt. Dort wurde von dem ansässigen Stift St. Peter an die Apostelfischer ein ausschließliches Fischereirecht vergeben, das bis heute besteht.
In Passau besteht seit 1445 ein Fischereiprivileg im Stadtbereich der Donau. Im 12-Apostel-Fischwasser besitzen zwölf Fischer, Die zwölf Apostel genannt, das ausschließliche Fischereirecht. Dazu gehört auch, dass sie über die Weitergabe dieses Privileges durch Verpachtung oder die Nachfolge in ihren Reihen selbst entscheiden dürfen, obwohl das Fischwasser dem Heilig-Geist-Stift gehört.